# Бумм, Эрнст
Эрнст Бумм (нем. Ernst Bumm; 15 апреля 1858, Вюрцбург — 2 января 1925, Мюнхен) — видный немецкий акушер-гинеколог. Автор книги «Руководство к изучению акушерства», переиздаваемой во многих странах до наших дней

## Биография

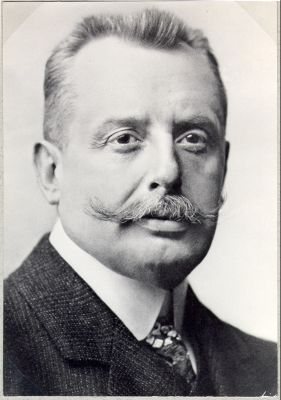
Эрнст Бумм.

Эрнст Бумм изучал медицину в Королевском университете Юлиуса-Максимилиана в Вюрцбурге и получил докторскую степень в 1882 году («К вопросу об иссечении шанкра»). В 1885 году он прошел процедуру хабилитации в области акушерства и гинекологии («Микроорганизмы гонореи, вызывающие болезни слизистых оболочек, на примере Гонококка Найссера»). В 1887 году основал вместе с Альбертом Гоффой частную клинику в Вюрцбурге. В 1894 году стал профессором в Базеле, 1901 — в Галле (Заале) и 1904 году — в Берлине. В 1910 году принял руководство и в течение пятнадцати лет возглавлял Университетскую женскую клинику в Шарите в Берлине.
Во время обучения в Вюрцбурге Эрнст Бум был учеником Фридриха Вильгельма фон Сканцони и Макса Хофмайера. В Базеле, в возрасте 42 лет, был избран и в течение пяти лет исполнял обязанности ректора, также и в Берлине он был избран на место ректора. Получил звание тайного советника и занимал пост президента Немецкого общества гинекологов.
После непродолжительной болезни желчного пузыря, умер в возрасте 67 лет в Мюнхене. В многочисленных некрологах по этому случаю воздавалось должное его заслугам. В конференц-зале в Шарите в Берлине находится бюст Эрнста Бумма работы Фрица Климша.
Эрнст Бумм внес важный вклад в борьбу с родильной горячкой, сделал ряд открытий в бактериологии в своей области и разработал новые гинекологические хирургические методы. Он первым причислил гонорею и родильную горячку  к бактериальным инфекциям. Его книга, «Руководство к изучению акушерства», опубликованная в 1902 году, благодаря высокому качеству изображения, стала образцом для многих последующих учебников и переиздается во многих странах до наших дней. Им проводились исследования эклампсии, рака матки и заболеваний мочевыводящих путей у женщин. Кроме того, для снижение уровня младенческой смертности и увеличения рождаемости в Германии, он призывал в дополнение к медицинской деятельности улучшать условия жизни неимущих и малоимущих слоев населения. Эрнст Бумм был одним из первых врачей, признавшим новую, по тем временам, лучевую терапию рака шейки матки.

## Труды
- Über die Entwicklung der Frauenspitäler und der modernen Frauenklinik (1887)
- «Этиология септического перитонита»  (Zur Ätiologie der septischen Peritonitis) (1889)
- Die gonorrhoischen Erkrankungen der Frau (1897)
- Grundriss zum Studium der Geburtshilfe (1901)
- «Руководство к изучению акушерства» (Ueber das deutsche Bevölkerungsproblem) (1902)
- Über das Frauenstudium (1917)
- «Гинекологические операции, часть I. Общие положения»  (Operative Gynäkologie, I. Allgemeiner Teil) (опубликована посмертно)
- Der Mikro-Organismus der gonorrhoischen Schleimhaut-Erkrankungen "Gonococcus-Neisser." (1885)
- Grundriss zum Studium der Geburtshülfe: In achtundzwanzig Vorlesungen und ... (1905)
- Kurzes Lehrbuch der Gynäkologie (1904)